# Mučibaba, Knjaževac
Mučibaba (izvirno srbsko Мучибаба) je naselje v Srbiji, ki upravno spada pod Občino Knjaževac; slednja pa je del Zaječarskega upravnega okraja.